# St.-Trinitatis-Kirche (Wolfenbüttel)

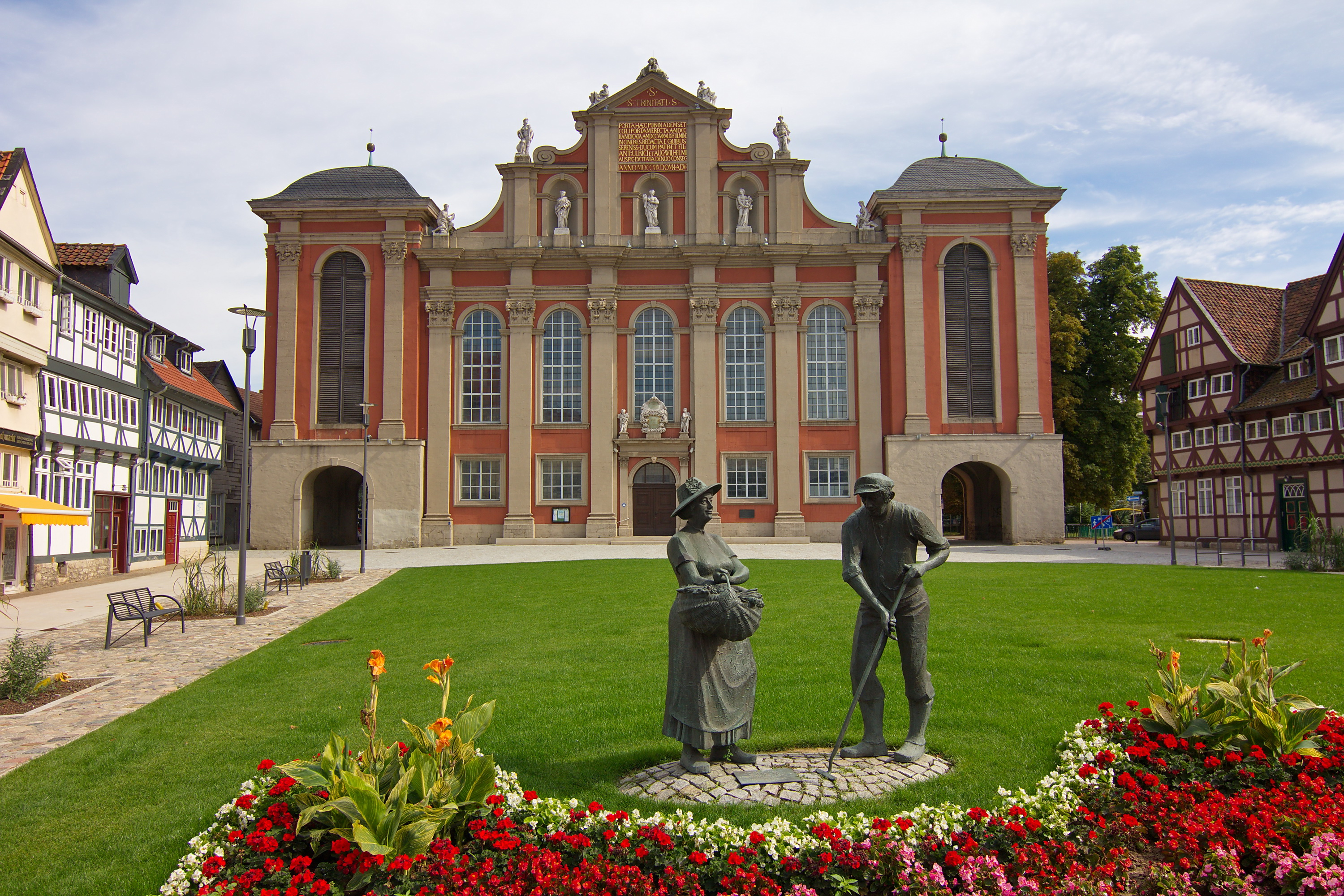
St.-Trinitatis-Kirche Wolfenbüttel mit bronzenem Gärtnerpaar des Bildhauers Frijo Müller-Belecke

Die St.-Trinitatis-Kirche in Wolfenbüttel gehört zu den bedeutendsten Kirchen im Stil des Barock in Deutschland.
Wo heute die Kirche steht, befand sich vormals das von Cort Menge (auch Cord Mente) in den Jahren 1570 bis 1578 erbaute Kaisertor. Mit einer Grundfläche von 34 × 26 Metern war es ein großer Bau mit zwei Stockwerken. Nach dem Dreißigjährigen Krieg (1618–48) war das Kaisertor militärisch nutzlos geworden, daher wurde der darin befindliche Richtsaal im oberen Stockwerk ab 1655 als Andachtsraum verwendet – als Übergangslösung und Ersatz für eine von 1588 bis 1589 errichtete und im Zuge des Ausbaus der Stadtbefestigung 1655 abgerissene Fachwerkkirche. Der Andachtsraum bot 350 Sitzplätze für den Gottesdienst, das Erdgeschoss wurde weiterhin von der Garnison verwendet.
Für die wachsende Gemeinde wurde diese Lösung jedoch zunehmend zu klein, so dass etwa ab 1692 eine neue Kirche geplant wurde, zunächst als prunkvoller Steinbau. Nach diversen Anläufen wurde schließlich im Jahre 1700 die von Landbaumeister Hermann Korb errichtete Kirche geweiht – heute als „St. Trinitatis I“ bezeichnet. Aus Kostengründen, und weil Hermann Korb aus dem Tischlerhandwerk kam, wurde die Kirche aus Holz errichtet.
Schon fünf Jahre später, 1705, wurde „Trinitatis I“ nach einem Blitzschlag durch Brand zerstört. Bis zum Wiederaufbau ab 1716 wurden die Gottesdienste im Gießhaus auf dem Philippsberg abgehalten. Mit dem Bau der heutigen Kirche, „Trinitatis II“, wurde wiederum Herrmann Korb beauftragt. Auch für diese Kirche wurden aus Kostengründen erhalten gebliebene Bauteile des Kaisertores wiederverwendet. Aus den gleichen Gründen wurden nur die Außenmauern aus Stein errichtet, innen jedoch wurde mit Holz gebaut; so bestehen die Säulen aus je vier zusammengeklammerten und verschalten Tannenstämmen, das Gewölbe aus Latten und Gips. Im Jahre 1719 wurde die Kirche schließlich für den gottesdienstlichen Gebrauch geweiht, jedoch erst 1757 in allen Einzelheiten vollendet. Die ursprünglich vorhandene bunte Bemalung des Innenraums ist nicht erhalten geblieben.

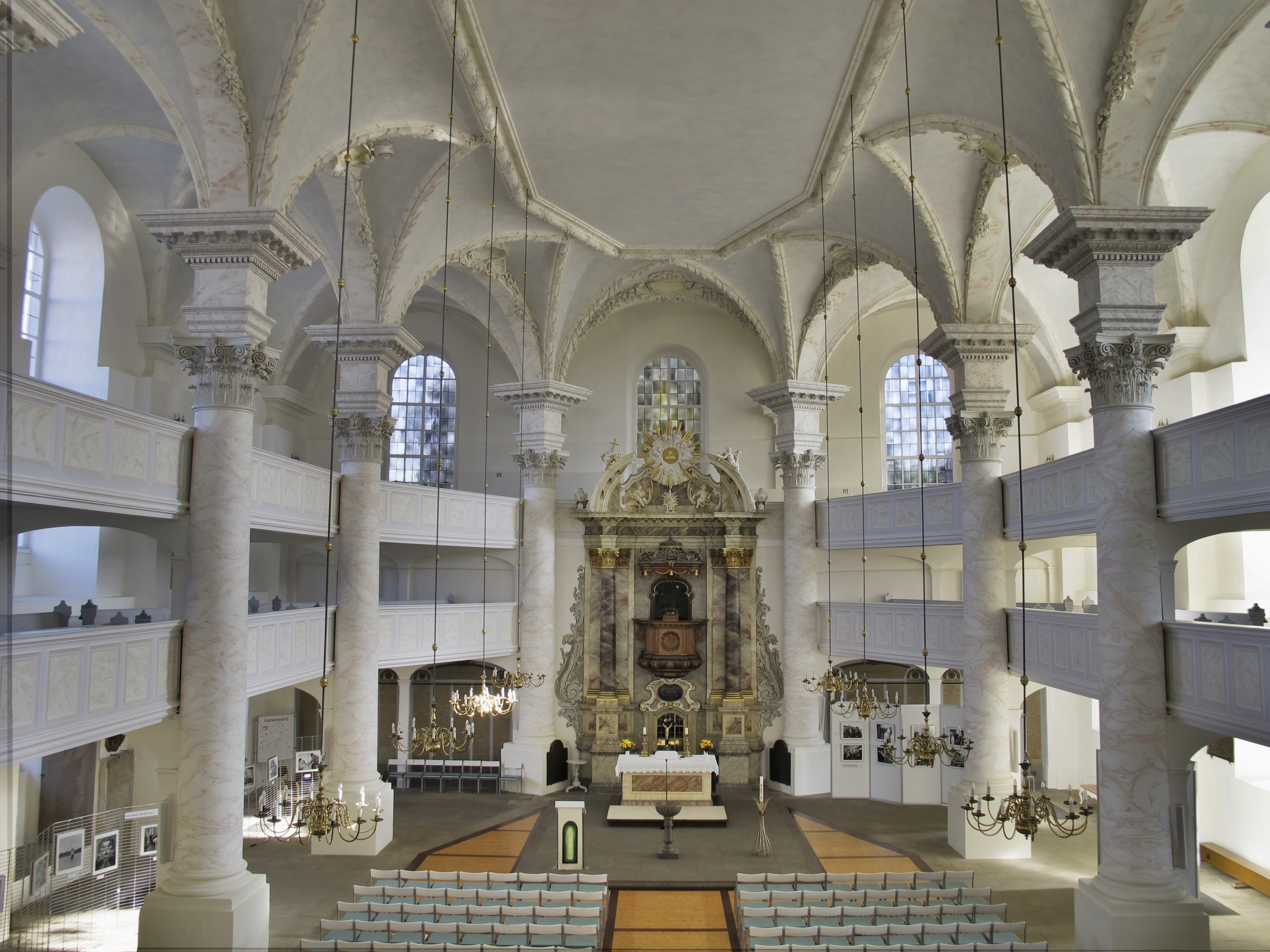
Kirchenschiff, Blick zum Kanzelaltar
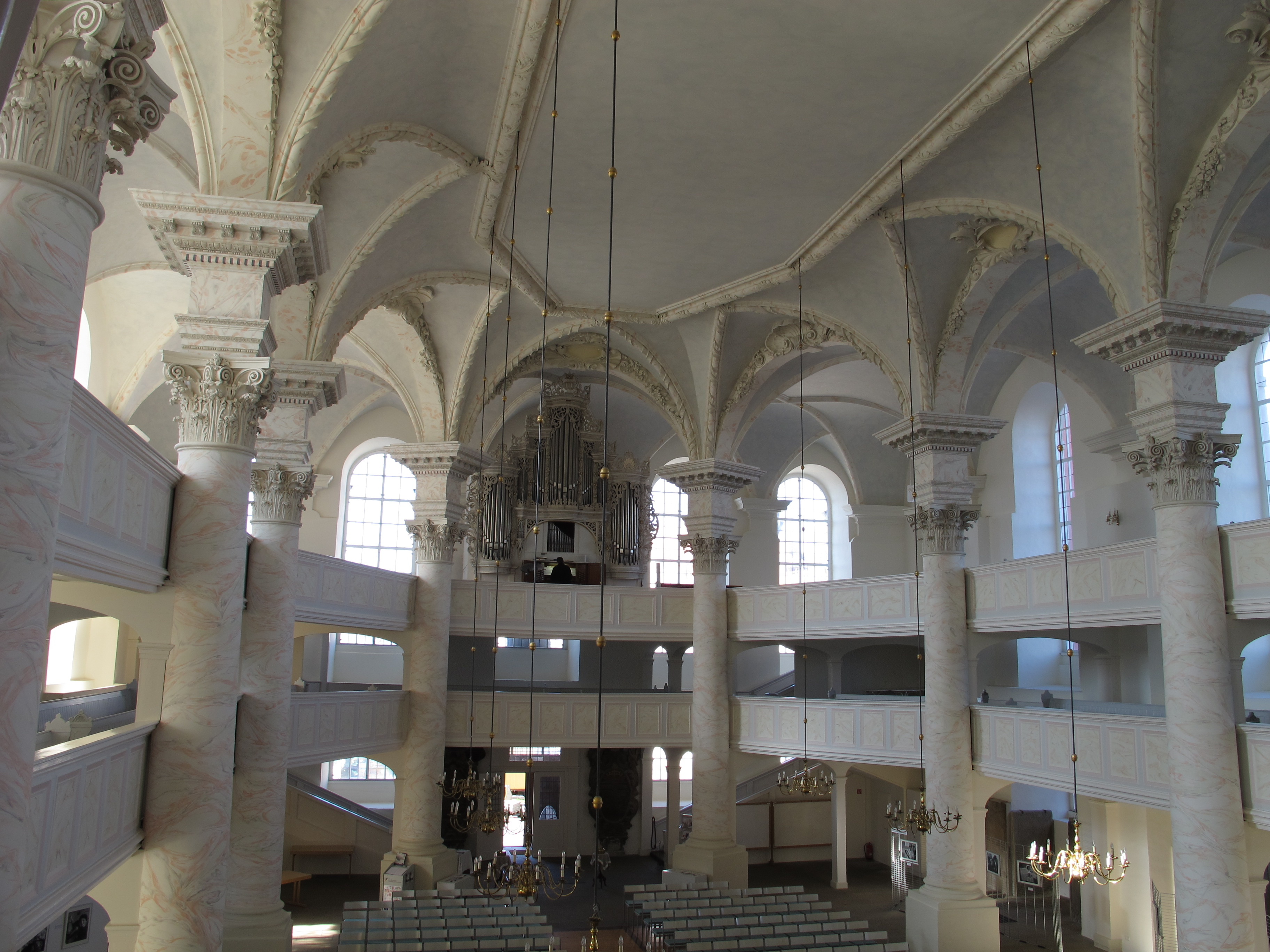
Kirchenschiff, Blick zur Orgel
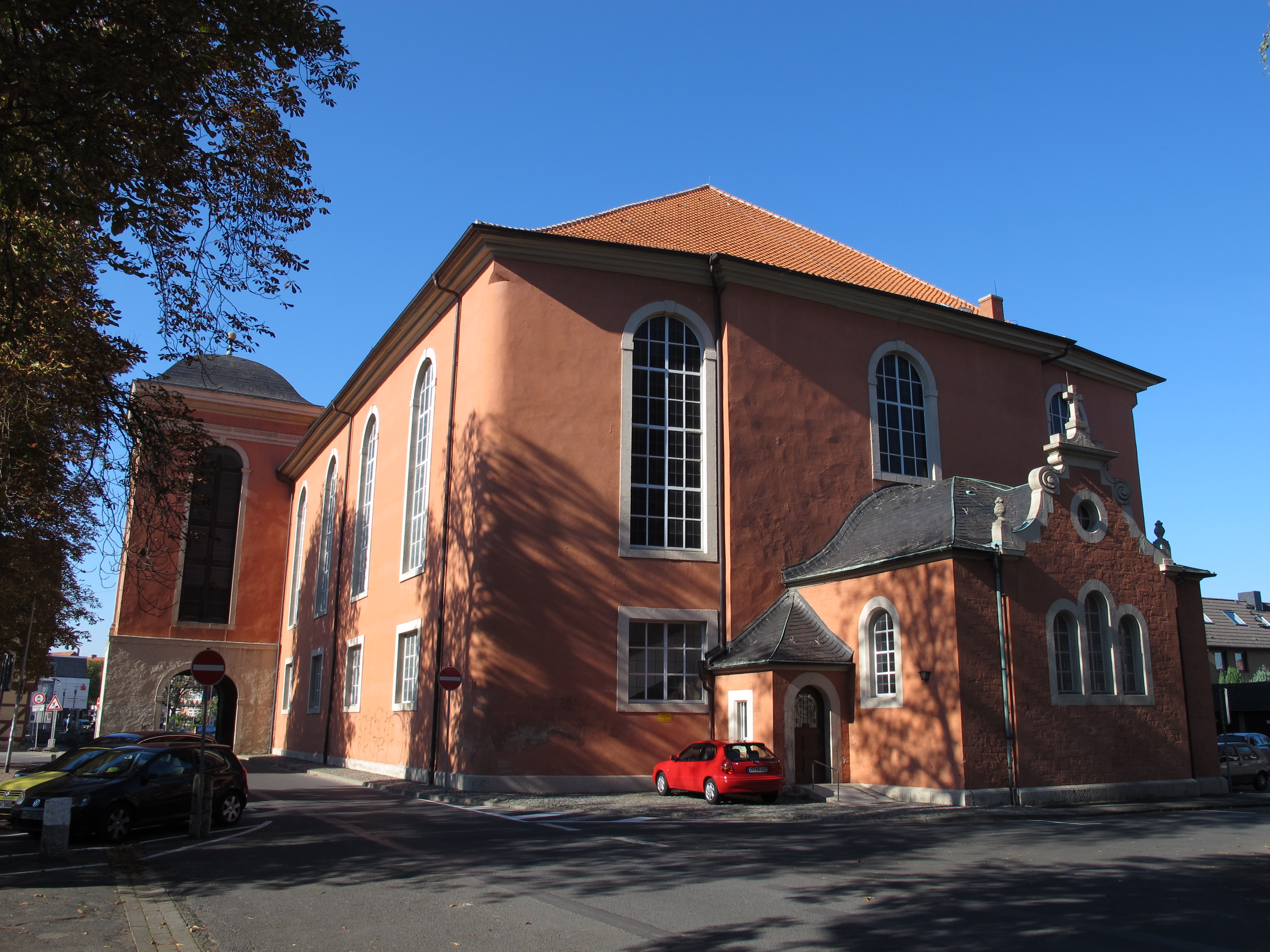
Außenansicht von Osten